# Doris Matthäus
Doris Matthäus (* 3. April 1963 in Erlangen) ist eine deutsche Spieleautorin und Grafikerin für Brett- und Kartenspiele.

## Leben
Doris Matthäus wuchs in Erlangen und Herzogenaurach auf und ging dort zur Schule. Sie studierte in Erlangen. 1990 erreichte sie mit dem Brettspiel Dicke Kartoffeln  den 10. Platz beim Deutschen Spielepreis. Unter anderem wurde sie bekannt für die Illustration von Carcassonne und anderen Spielen des Hans im Glück Verlags. Daneben entwickelt und gestaltet Matthäus gemeinsam mit ihrem Ehemann Frank Nestel auch eigene Spiele und veröffentlicht diese im Eigenverlag Spiele von Doris & Frank. Heute lebt sie mit ihrer Familie in einem Vorort von Erlangen. 

## Ludographie (Auswahl)
| Spieleillustrationen - Carcassonne, Spiel des Jahres 2001 - El Grande, Spiel des Jahres 1996 - Elfenland, Spiel des Jahres 1998 - Euphrat und Tigris, Deutscher Spielepreis 1998 - Sankt Petersburg, Deutscher Spielepreis 2004 - Spinderella, Kinderspiel des Jahres 2015 - Tief im Riff, Preisträger Graf Ludo 2018, Spiel der Spiele 2018 - Zicke Zacke Hühnerkacke, Kinderspiel des Jahres 1998 | Eigene Spiele (Auswahl) - Zoff im Zoo - Mü & Mehr - Urland - Ursuppe - Igel ärgern |